# Abraami (Garmelia)
Abraami (světským jménem: Amiran Mamievič Garmelia; * 15. listopadu 1948, Suchumi) je gruzínský duchovní gruzínské pravoslavné církve a metropolita západoevropský.

## Život
Narodil se 15. listopadu 1948 v Suchumi.
Roku 1971 dokončil fakultu historie Tbiliského státního pedagogického institutu. Poté pracoval na střední škole, v Gruzínské státní filharmonii a Republikánském výzkumném centru.
Dne 3. ledna 1988 byl postřižen na monacha se jménem Abraami. Dne 3. dubna byl biskupem cilkanským Zosimou (Šiošvilim) rukopoložen na hierodiakona a 29. května stejného roku patriarchou gruzínským Iliou II. na jeromonacha. Stejného roku dokončil Mcchetský duchovní seminář.
Od 6. července do 21. září 1988 byl představeným chrámu Zesnutí přesvaté Bohorodice ve vesnici Dmanisi. Poté se stal klerikem monastýru Gelati.
Od května 1989 do července 1990 byl na stáži v Institutu východních církví v Řeznu.
Po návratu do vlasti se stal duchovním Sionského katedrálního chrámu v Tbilisi.
Dne 21. října 1991 byl povýšen na archimandritu a 30. října byl jmenován představeným katedrály Sveticchoveli, kde sloužil do 24. prosince 1992. Jeho duchovním otcem a zpovědníkem byl metropolita Šio (Avališvili).
Roku 1992 byl zvolen biskupem nikorcmindským. Dne 25. prosince 1992 proběhla jeho biskupská chirotonie. Světitelem byl patriarcha Ilia.
Roku 1994 byl jmenován rektorem Tbiliských duchovních škol a následující rok předsedou zahraničního odboru Gruzínské pravoslavné církve.
Dne 14. března 1996 byl ustanoven biskupem sagaredžským a ninocmindským.
Dne 25. prosince 1996 byl povýšen na arcibiskupa.
Dne 8. prosince 1998 byl převeden na čiaturskou katedru.
Dne 17. října 2002 jej Svatý synod Gruzínské pravoslavné církve ustanovil metropolitou západoevropským.